# Lahannya
Lahannya — музыкальный проект из Германии, основанный одноимённой певицей и исполняющий альтернативный метал с уклоном в готик-метал и элементами электронной музыки.

## История группы
Певица, выступающая под псевдонимом Lahannya, некоторое время сотрудничала с другими коллективами, такими как Soman и Dracul, а также записала несколько демо-синглов и сольный EP. В 2004 году она приняла решение организовать собственную группу и привлекла к совместной работе Лутца Деммлера, бас-гитариста известной индастриал-метал команды Umbra Et Imago. Изначально Lahannya прибегала к помощи сессионных музыкантов, однако к 2006 году установился постоянный состав группы — помимо Деммлера, к ней присоединились ударница Белль Стар (ранее игравшая в Nosferatu и Killing Miranda) и гитарист Кристофер Милден из NFD. Несмотря на то, что вокалистка и большинство остальных участников происходят из Великобритании, основную часть деятельности Lahannya развернула в Германии.
В 2007 году коллектив выпустил дебютный альбом Shotgun Reality, получивший одобрительные отзывы критиков. Вскоре после этого Белль Стар оставила группу, вернувшись в Nosferatu, и её место занял барабанщик Лука Маццукони. В 2009 году участники Lahannya приняли участие в фестивале Wave Gothic Treffen, после чего издали второй полноформатный диск Defiance. Третий студийный альбом коллектива, Dystopia, увидел свет в 2011 году и был встречен музыкальными критиками неоднозначно.

## Стиль, влияние
Как отмечают музыкальные критики, несмотря на то, что творчество Lahannya можно охарактеризовать как «нечто среднее между Evanescence и The Birthday Massacre», оно, несомненно, в существенной степени оригинально и несёт в себе элементы новаторства. Среди коллективов, которые могли оказать частичное влияние на Lahannya, называют также Lacuna Coil. Композиции группы характеризуются рок-н-ролльной энергичностью и мелодичностью, в то же время они во многом вдохновлены классическим готик-роком «старой школы». Стиль коллектива можно обобщённо охарактеризовать как сочетание готической, электронной и альтернативной рок-музыки.
Альбомы коллектива объединены общей концепцией и посвящены футурологической и антиутопической тематике — тексты представленных на них песен повествуют о мрачном будущем, в котором человеческая индивидуальность подавляется тоталитарным обществом во главе с персонажем, напоминающим Большого Брата из романа «1984», а сюжет строится вокруг небольшой группы революционеров, пытающихся свергнуть его власть.

## Дискография

### Студийные альбомы
- Shotgun Reality (2007)
- Defiance (2009)
- Dystopia (2011)

### EP и синглы
- «Bleed For Me» (2007)
- Welcome to the Underground EP (2008)